# Fellheim
Fellheim – miejscowość i gmina w Niemczech, w kraju związkowym Bawaria, w rejencji Szwabia, w regionie Donau-Iller, w powiecie Unterallgäu, wchodzi w skład wspólnoty administracyjnej Boos. Leży w Szwabii, około 25 km na północny zachód od Mindelheimu, nad rzeką Iller, przy granicy z Badenią-Wirtembergią i linii kolejowej Oberstdorf – Ulm.

## Demografia
| Rok  | Liczba mieszk. |
| ---- | -------------- |
| 1970 | 860            |
| 1987 | 772            |
| 2000 | 1 210          |

## Polityka
Wójtem gminy jest Alfred Grözinger, rada gminy składa się z 12 osób.
|      | WG Arbeitnehmer | ÜWG | Freie Wählerschaft | WG Arbeitnehmer/ÜWG/Freie Wählerschaft | Razem |
| 2008 | -               | -   | -                  | 12                                     | 12    |
| 2002 | 6               | 4   | 2                  | -                                      | 12    |

## Oświata
W gminie znajduje się przedszkole (50 miejsc).